# Ventós (Santa Pau)
Ventós és una masia de Santa Pau (Garrotxa) inclosa a l'Inventari del Patrimoni Arquitectònic de Catalunya.

## Descripció
És un gran casal de planta rectangular, amb teulat a dues aigües i els vessants vers les façanes principals. Fou bastit amb carreus ben treballats als angles i obertures de la casa, i més grollers a la resta dels murs. Disposa de planta baixa, la planta noble, i en algun sector un tercer pis destinat igualment a habitació. La llinda d'una finestra ens dona una data: 1634, no se sap si de construcció o de reforma de la casa.
Destaca el trull. A la planta baixa del mas hi havia dues sales destinades a la producció d'oli. Es conserven dues grans piques de pedra, per on lliscava l'oli, la pedra plana d'uns 95 cm de diàmetre i diverses pedres de moldre.

## Història
Els orígens de població de la vall de Sant Martí són incerts. Hipotèticament era creuada per un camí prehistòric, i després grec i romà, que comunicava Emporium amb la Vall de Bas. Documentalment la primera notícia és la de la consagració de l'església de Sant Martí (989). Dins aquesta vall hi ha grans casals esplèndids, que ni amb la minva de l'agricultura han estat deshabitats, com Les Feixes, Can Sala, El Ventós, etc, que evoquen les primeres pairalies dels temps baronials. Altres masos, com La Boixeda, El Camó, Camprodon, o Can Bucs, foren bastits o ampliats en els segles XVII-XVIII, coincidint amb la prosperitat del camps català.
A la vall de Santa Pau s'hi han trobat antics trulls d'oli. Algun, com el del Mas Esparregueres en molt bon estat de conservació o el del Puig (vall dels Arcs) encara que d'aquest només es conserva la pedra plana.